# Tony Dorsey
Anthony Jerald Dorsey, detto Tony (Atlanta, 15 luglio 1970), è un ex cestista statunitense naturalizzato britannico.